# Neohydatothrips desertorum
Neohydatothrips desertorum är en insektsart som först beskrevs av Ian A. Hood 1957.  Neohydatothrips desertorum ingår i släktet Neohydatothrips och familjen smaltripsar. Inga underarter finns listade i Catalogue of Life.